# Medalia de Aur a Societății Astronomice Regale
Medalia de Aur a Royal Astronomical Society este cea mai prestigioasă recompensă emisă de această societate astronomică din Anglia. A început să fie emisă începând din 1824.

## Descriere
Medalia reproduce imaginea telescopului de 40 de picioare construit de astronomul William Herschel. Circular, în partea de sus este gravat textul latin  QUICQUID NITET NOTANDUM (în traducere: „Tot ce strălucește trebuie observat”). În exerga medaliei este gravat numele laureatului și anul atribuirii.

## Istorie

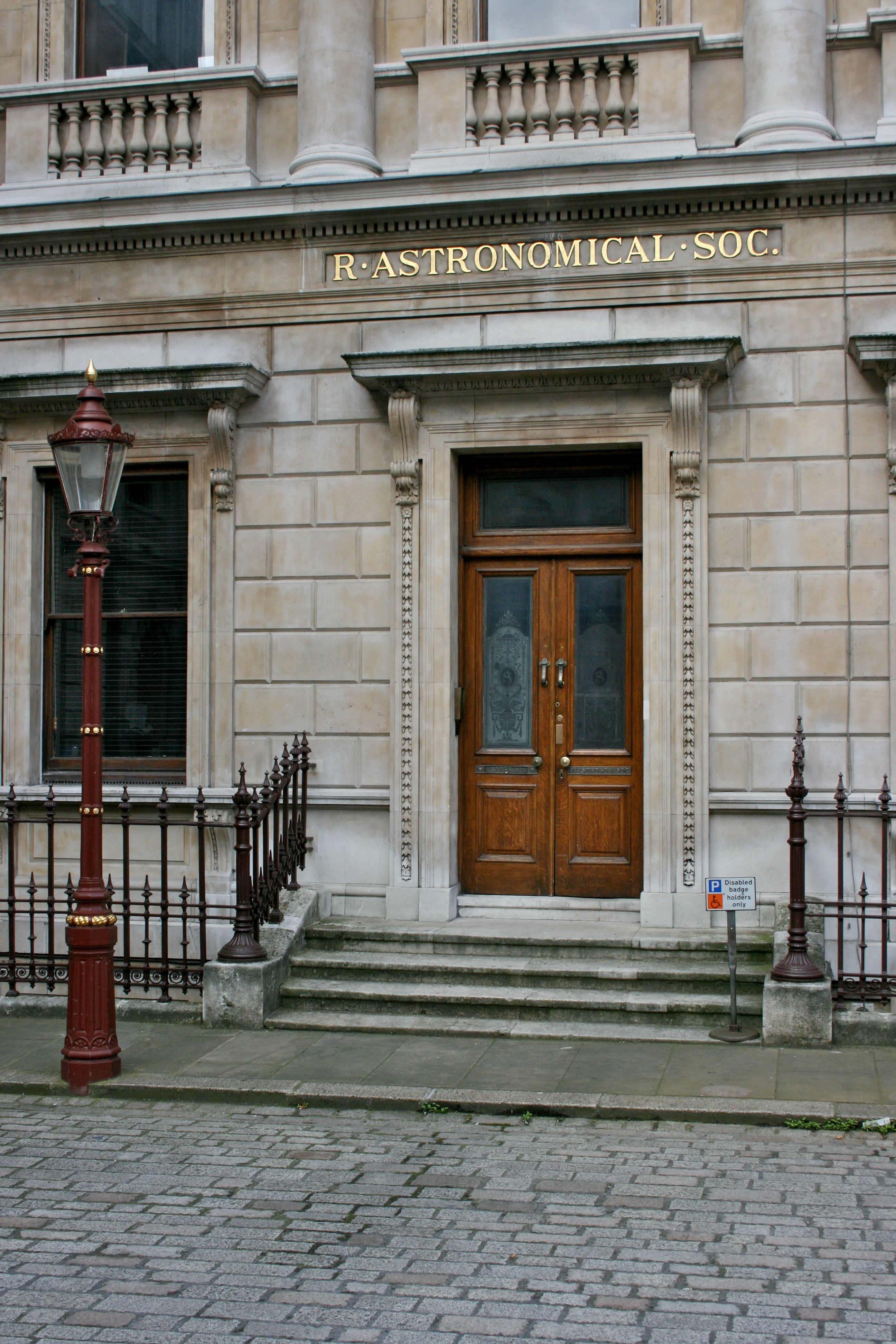
Intrarea în sediul
Royal Astronomical Society.

La început, se întâmpla adesea ca mai multe medalii să fie decernate în același an, dar începând din 1833, s-a hotărât să nu se mai atribuie decât câte o singură medalie în fiecare an. Această decizie a creat o problemă în 1846, după descoperirea lui Neptun, întrucât exista ideea că ar trebui să se dea câte o medalie atât lui John Couch Adams cât și lui Urbain Le Verrier. De aici, s-a iscat o controversă, și, în 1847, nu a fost decernată nicio medalie.
Pentru rezolvarea controversei, în 1848 au fost remise douăsprezece medalii de „stimă”, între care lui Adams și lui Le Verrier, iar ritmul de câte o medalie pe an a fost reluat începând din 1849. Adams și Le Verrier nu și-au primit recompensa decât în 1866 și respectiv în 1868.
În afară de cele două excepții din 1866 și 1868, în care au fost decernate câte două medalii, ale câtorva ani în care nu au fost decernate deloc, acest ritm a continuat până în 1963. Din 1964, sunt remise câte două medalii în fiecare an, una în domeniul astronomiei, iar cealaltă în cel al geofizicii.

## Laureați cu medalia de aur
1824-1850

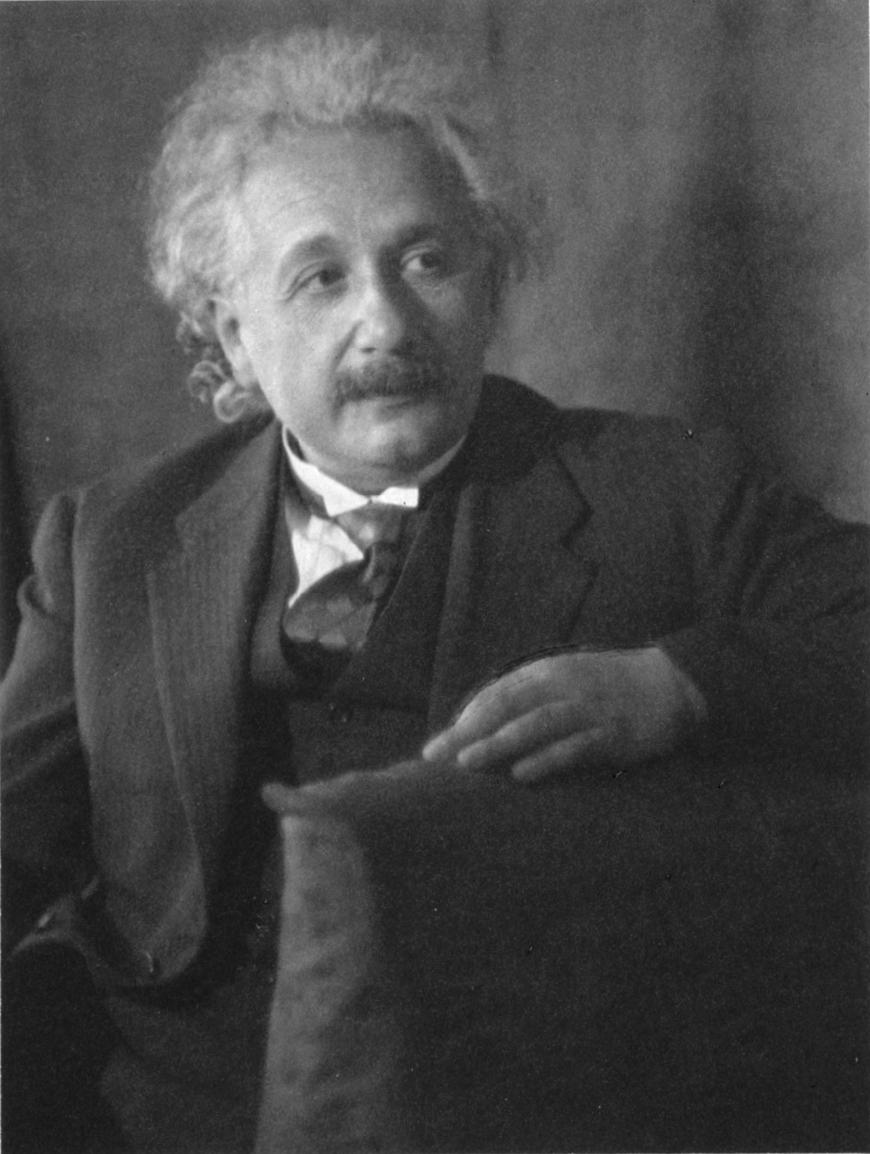
Albert Einstein a primit Medalia de aur în 1926.

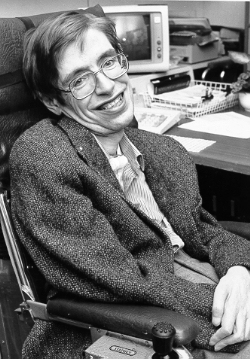
Stephen Hawking a primit Medalia de aur în 1985.

- 1824 Charles Babbage, Johann Franz Encke
- 1825 Nu s-au decernat.
- 1826 John Herschel, James South, Wilhelm Struve
- 1827 Francis Baily
- 1828 Thomas Makdougall Brisbane, James Dunlop, Caroline Herschel[note 1]
- 1829 William Pearson, Friedrich Wilhelm Bessel, Heinrich Christian Schumacher
- 1830 William Richardson, Johann Franz Encke
- 1831 Henry Kater, Marie-Charles Damoiseau
- 1832 Nu s-au decernat.
- 1833 George Biddell Airy
- 1834 Nu s-au decernat.
- 1835 Manuel J. Johnson
- 1836 John Herschel
- 1837 Otto A. Rosenberger
- 1838 Nu s-au decernat.
- 1839 John Wrottesley
- 1840 Giovanni Plana
- 1841 Friedrich Wilhelm Bessel
- 1842 Peter Andreas Hansen
- 1843 Francis Baily
- 1844 Nu s-au decernat.
- 1845 William Henry Smyth
- 1846 George Biddell Airy
- 1847 Nu s-au decernat.
- 1848 Nu s-au decernat: înlocuite de Medaliile de „stimă” pe 1848, vezi secțiunea, mai jos.
- 1849 William Lassell
- 1850 Otto Wilhelm Struve

1851-1900
- 1851 Annibale de Gasparis
- 1852 Christian August Friedrich Peters
- 1853 John Russell Hind
- 1854 Charles Rümker
- 1855 William Rutter Dawes
- 1856 Robert Grant
- 1857 Heinrich Schwabe
- 1858 Robert Main
- 1859 Richard Christopher Carrington
- 1860 Peter Andreas Hansen
- 1861 Hermann Goldschmidt
- 1862 Warren de la Rue
- 1863 Friedrich Wilhelm Argelander
- 1864 Nu s-au decernat.
- 1865 George Phillips Bond
- 1866 John Couch Adams
- 1867 William Huggins, William Allen Miller
- 1868 Urbain Le Verrier
- 1869 Edward James Stone
- 1870 Charles-Eugène Delaunay
- 1871 Nu s-au decernat.
- 1872 Giovanni Schiaparelli
- 1873 Nu s-au decernat.
- 1874 Simon Newcomb
- 1875 Heinrich d'Arrest
- 1876 Urbain Le Verrier
- 1877 Nu s-au decernat.
- 1878 Ercole Dembowski
- 1879 Asaph Hall
- 1880 Nu s-au decernat.
- 1881 Axel Möller
- 1882 David Gill
- 1883 Benjamin A. Gould
- 1884 Andrew Ainslie Common
- 1885 William Huggins
- 1886 Edward Charles Pickering, Charles Pritchard
- 1887 George William Hill
- 1888 Arthur Auwers
- 1889 Maurice Loewy
- 1890 Nu s-au decernat.
- 1891 Nu s-au decernat.
- 1892 George Howard Darwin
- 1893 Hermann Carl Vogel
- 1894 S. W. Burnham
- 1895 Isaac Roberts
- 1896 Seth Carlo Chandler
- 1897 Edward Emerson Barnard
- 1898 William Frederick Denning
- 1899 Frank McClean
- 1900 Henri Poincaré

1901-1950
- 1901 Edward Charles Pickering
- 1902 Jacobus Kapteyn
- 1903 Hermann Struve
- 1904 George Ellery Hale
- 1905 Lewis Boss
- 1906 William Wallace Campbell
- 1907 Ernest William Brown
- 1908 David Gill
- 1909 Oskar Backlund
- 1910 Friedrich Küstner
- 1911 Philip Herbert Cowell
- 1912 Arthur Robert Hinks
- 1913 Henri-Alexandre Deslandres
- 1914 Max Wolf
- 1915 Alfred Fowler
- 1916 John L. E. Dreyer
- 1917 Walter Sydney Adams
- 1918 John Evershed
- 1919 Guillaume Bigourdan
- 1920 Nu s-au decernat.
- 1921 Henry Norris Russell
- 1922 James Hopwood Jeans
- 1923 Albert A. Michelson
- 1924 Arthur Eddington
- 1925 Frank Watson Dyson
- 1926 Albert Einstein
- 1927 Frank Schlesinger
- 1928 Ralph Allen Sampson
- 1929 Ejnar Hertzsprung
- 1930 John Stanley Plaskett
- 1931 Willem de Sitter
- 1932 Robert Grant Aitken
- 1933 Vesto Slipher
- 1934 Harlow Shapley
- 1935 E. Arthur Milne
- 1936 Hisashi Kimura
- 1937 Harold Jeffreys
- 1938 William Hammond Wright
- 1939 Bernard Lyot
- 1940 Edwin Hubble
- 1941 Nu s-au decernat.
- 1942 Nu s-au decernat.
- 1943 Harold Spencer Jones
- 1944 Otto Struve
- 1945 Bengt Edlén
- 1946 Jan Oort
- 1947 Marcel Minnaert
- 1948 Bertil Lindblad
- 1949 Sydney Chapman
- 1950 Joel Stebbins

1951-2000
- 1951 Anton Pannekoek
- 1952 John Jackson
- 1953 Subrahmanyan Chandrasekhar
- 1954 Walter Baade
- 1955 Dirk Brouwer
- 1956 Thomas George Cowling
- 1957 Albrecht Unsöld
- 1958 André Danjon
- 1959 Raymond Arthur Lyttleton
- 1960 Viktor Ambartsumian
- 1961 Herman Zanstra
- 1962 Bengt Strömgren
- 1963 H. H. Plaskett
- 1964 Martin Ryle, Maurice Ewing
- 1965 Edward Bullard, Gerald Maurice Clemence
- 1966 Ira Sprague Bowen, Harold Clayton Urey
- 1967 Hannes Alfven, Allan Sandage
- 1968 Walter Munk, Fred Hoyle
- 1969 Albert T. Price, Martin Schwarzschild
- 1970 Horace W. Babcock
- 1971 Frank Press, Richard van der Riet Woolley
- 1972 H. I. S. Thirlaway, Fritz Zwicky
- 1973 Francis Birch, Edwin Salpeter
- 1974 Ludwig Biermann, K. E. Bullen
- 1975 Jesse Greenstein, Ernst Öpik
- 1976 William H. McCrea, J. A. Ratcliffe
- 1977 David R. Bates, John G. Bolton
- 1978 Lyman Spitzer, James Van Allen
- 1979 Leon Knopoff, C. G. Wynne
- 1980 Chaim L. Pekeris, Maarten Schmidt
- 1981 J. Freeman Gilbert, Bernard Lovell
- 1982 Riccardo Giacconi, Harrie Massey
- 1983 M. J. Seaton, Fred Whipple
- 1984 S. K. Runcorn, Yakov Borisovich Zel'dovich
- 1985 Thomas Gold, Stephen Hawking
- 1986 George E. Backus, Alexander Dalgarno
- 1987 Takesi Nagata, Martin Rees
- 1988 Don L. Anderson, Cornelis de Jager
- 1989 Raymond Hide, Ken Pounds
- 1990 James W. Dungey, B. E. J. Pagel
- 1991 Vitaly Ginzburg, G. J. Wasserburg
- 1992 Dan P. McKenzie, Eugene N. Parker
- 1993 Peter Goldreich, Donald Lynden-Bell
- 1994 James E. Gunn, Thomas R. Kaiser
- 1995 John T. Houghton, Rashid Sunyaev
- 1996 Kenneth Creer, Vera Rubin[note 1]
- 1997 Donald Farley, Donald Osterbrock
- 1998 Robert L. Parker, James Peebles
- 1999 Kenneth Budden, Bohdan Paczyński
- 2000 Leon Lucy, Robert Hutchison[1]

2001-
- 2001 Hermann Bondi, Henry Rishbeth
- 2002 Leon Mestel, J. A. Jacobs
- 2003 John Bahcall, David Gubbins
- 2004 Jeremiah P. Ostriker, Grenville Turner
- 2005 Margaret Burbidge, Geoffrey Burbidge,[note 2] Carole Jordan
- 2006 Simon White, Stan Cowley
- 2007 John L. Culhane, Nigel O. Weiss
- 2008 Joseph Silk, Brian Kennett
- 2009 David A. Williams, Eric Priest[2]
- 2010 Douglas Gough, John Woodhouse [3]
- 2011 Richard Ellis, Eberhard Grün[4]
- 2012 Andy Fabian, John Brown [5]
- 2013 Roger Blandford, Chris Chapman [6]
- 2014 Carlos Frenk, John Zarnecki [7]
- 2015 Michel Mayor, Mike Lockwood[8]
- 2016 John Barrow, Philip England
- 2017 Nick Kaiser, Michele Dougherty[9]
- 2018 James Hough, Robert White
- 2019 Robert Kennicutt, Margaret Kivelson
- 2020 Sandra Moore Faber, Yvonne Elsworth[10]
- 2021 Jocelyn Bell Burnell, Thorne Lay[11]

## Medalii de argint
În două ocazii, au fost decernate și medalii de argint, însă această idee a fost rapid abandonată.
- 1824 Charles Rümker, Jean-Louis Pons
- 1827 William Samuel Stratford, Col. Mark Beaufoy

## Medaliile de „stimă” din 1848

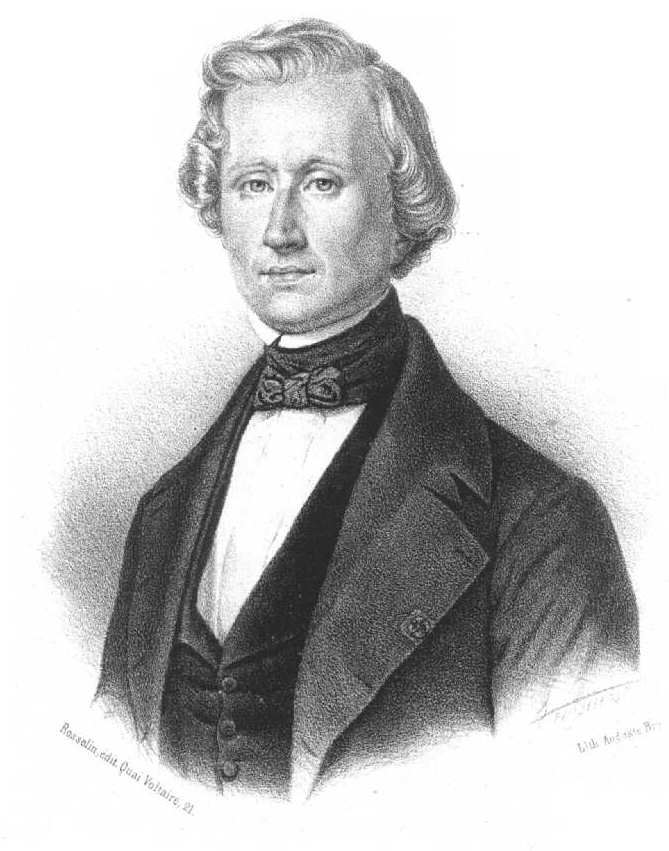
Urbain Le Verrier a primit, în afară de Medalia de „stimă” din 1848, și Medalia de aur în 1868 și în 1876.

- George Biddell Airy
- John Couch Adams
- Friedrich Wilhelm Argelander
- George Bishop
- George Everest
- John Herschel
- Peter Andreas Hansen
- Karl Ludwig Hencke
- John Russell Hind
- Urbain Le Verrier
- John William Lubbock
- Maxmilian Weisse